# Baccio Bandinelli

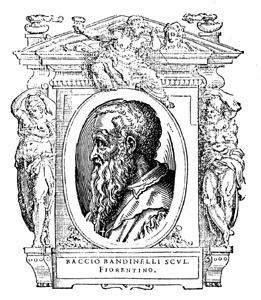
Il Cecca, gravat de l'edició de 1568 de les Vides dels més excel·lents, pintors, escultors i arquitectes de Baccio Bandinelli.

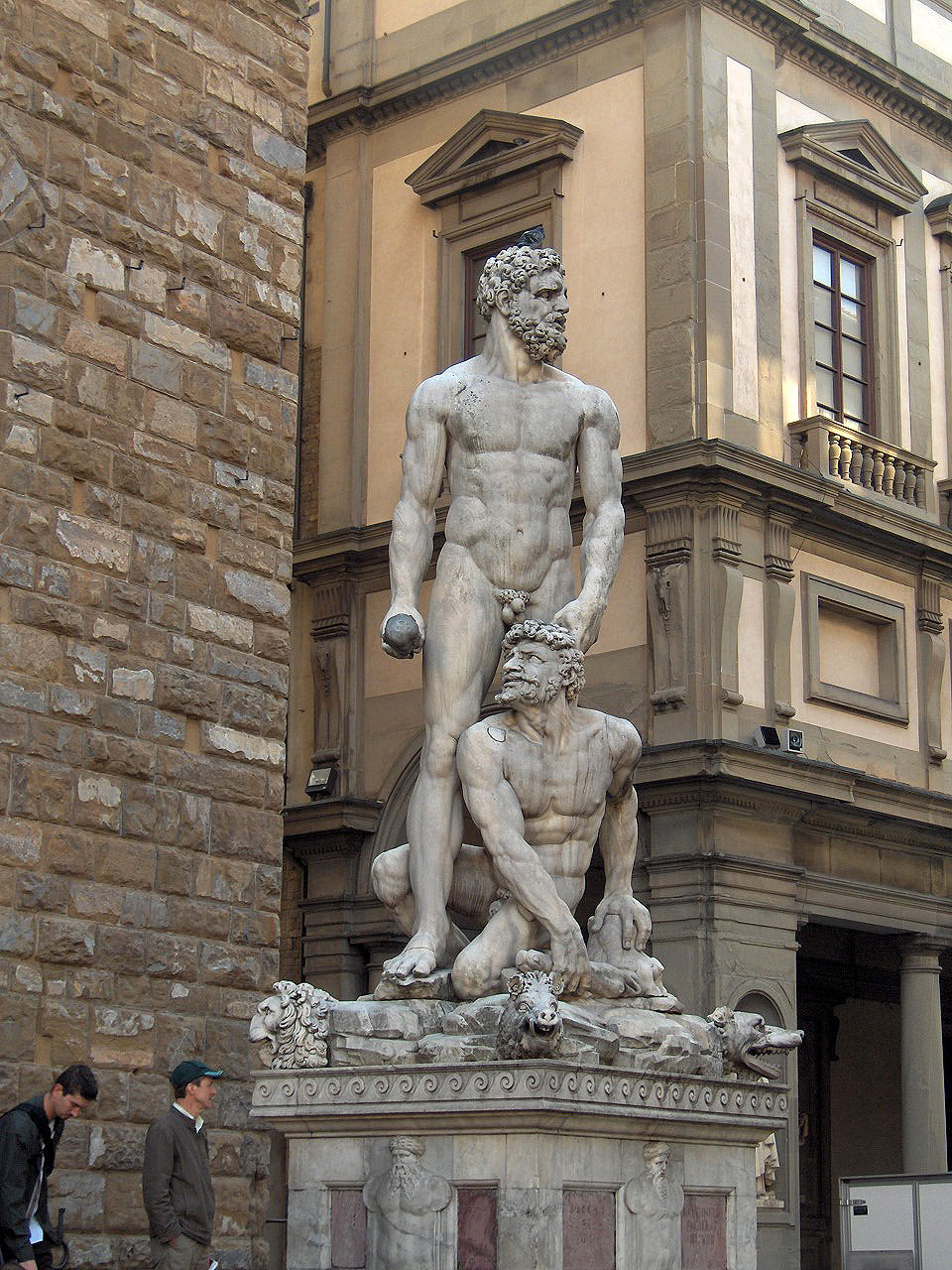
Hercules i Caco. Piazza della Signoria, Florència

Baccio o Bartolommeo Bandinelli (7 d'octubre de 1488 - 7 de febrer de 1560) fou un escultor i pintor florentí del manierisme.

## Biografia
Fill d'un orfebre eminent, de qui va aprendre els primers rudiments de dibuix, va mostrar una precoç inclinació cap a les belles arts i va ser posat sota la tutela de Francesco Rustici, escultor amic de Leonardo da Vinci amb qui va fer ràpids progressos.
La motivació predominant a la seva vida semblen haver estat la gelosia que li causaven d'altres artistes, com Benvenuto Cellini i Miquel Àngel. Semblava segur de les seves qualitats, i era famós per la seva arrogància, però a la vegada sospitava dels seus col·legues i va tenir topades amb ells. Es diu que va trossejar el cartró de Miquel Àngel per a La batalla de Cascina (el que era poc menys que una heretgia) durant un rampell.
És considerat pels seus defensors com inferior en escultura solament a Miquel Àngel, encara que la crítica majoritària creu que el van superar igualment Cellini i Giambologna. El seu estil és molt qüestionat per les seves formes pesants, que intenten d'ésser imponents i expressives però cauen en un cànon culturista una mica matusser i rostres amb ganyotes teatrals.
La comparació entre Miquel Àngel i Bandinelli va ser possible de manera directa en vida de tots dos artistes, quan ell va col·locar el seu grup colossal de marbre d'Hèrcules i Caco (5,05 metres), a la Piazza della Signoria, prop del David.
El grup Hèrcules i Caco va ser un encàrrec del papa Climent VII, de la família Mèdici. Bandinelli, al contrari que Miquel Àngel (que tenia idees republicanes), va recolzar sempre la dinastia Mèdici. Aquest suport li va permetre d'acaparar encàrrecs mentre la mencionada família va governar Florència, però igualment li va ocasionar crítiques perquè els Médicis eren impopulars i tirànics.
Per a la seva obra mestra, Bandinelli va ensenyar el papa diversos models fets en cera. L'any 1527, quan Bandinelli havia tallat l'escultura en marbre de Carrara fins a l'abdomen d'Hèrcules, el papa va ser pres presoner a Roma i a Florència, enemics dels Mèdici van expulsar a Hipòlit de Mèdici de la ciutat. Bandinelli, com a partidari dels Mèdici, va haver d'exiliar-se. Tres anys més tard, el 1530, les tropes de l'emperador Carles V van prendre Florència després d'un llarg setge, el papa Climent VII va col·locar el seu fill il·legítim Alexandre de Mèdici com a duc i Bandinelli va poder tornar i continuar amb el seu treball a l'estàtua.
Finalment, el 1534 va acabar l'obra que va ser transportada a la Piazza della Signoria i col·locada en el seu pedestal de marbre, a la vora del David de Miquel Àngel, que s'havia proposat de superar. Però va ser ridiculitzada des del primer moment; Benvenuto Cellini va comparar el grup a "un sac ple de melons" per la seva musculatura exagerada. Va ser restaurada entre febrer i abril de 1994.
Després d'aquestes crítiques, Bandinelli va intentar de sabotejar la carrera de Cellini i perjudicar també el jove Giambologna.
Va fundar una acadèmia a Roma (1531) i una altra a Florència (1550).

## Obres
- Bust de Cosme I de Mèdici.
- Bacus Palau Pitti, Florència.
- Relleus del cor de la catedral de Florència, museu de la catedral.
- Còpia de Laocoont i els seus fills als Uffizi.
- la Pietà a l'església de Santa Annunziata a Florència.
- Orfeu al Palau Mèdici.
- Figures de Crist i Nicodemo a la seva pròpia tomba.
- Dissenys per als monuments de Lleó X i Climent VII a Roma.
- Autoretrat dempeus, pintura a l'oli. Museu Isabella Stewart Gardner, Boston.
- Il Memoriale i Libro del disegno, llibres sobre els seus pensaments al voltant de l'art.